# 岩下舞
岩下 舞（いわした まい）は、福岡県出身のモデル。生年月日および血液型は非公開。グレートジェマー所属。
福岡第一高等学校卒。TVQ九州放送の番組レポーターを務めるなど、ローカルタレントとしての活動もこなす。チャームポイントは、見る者を吸い込んでしまいそうな澄んだ瞳。

## 出演

### CM
- マルサン（パチンコ）
- 広島文教女子大学
- 太宰府天満宮
- 城島後楽園遊園地
- デオデオ（現・エディオン）

### スチル
- 小倉ひまわり通り
- 博多駅地下街
- 広島文教女子大学

### 雑誌
- 角川書店「九州ウォーカー」
- 国土交通省福岡事務所広告モデル

### 撮影会
- カメラのキタムラ
- 富士フイルム

### 番組
- TVQ九州放送「ヤミツキ」番組レポーター

## 趣味
- カラオケ
- ビーズ